# Chlamydomonas brachyura
Chlamydomonas brachyura là một loài tảo trong họ Chlamydomonadaceae, thuộc chi Chlamydomonas.